# الطرق الجوية الفلسطينية

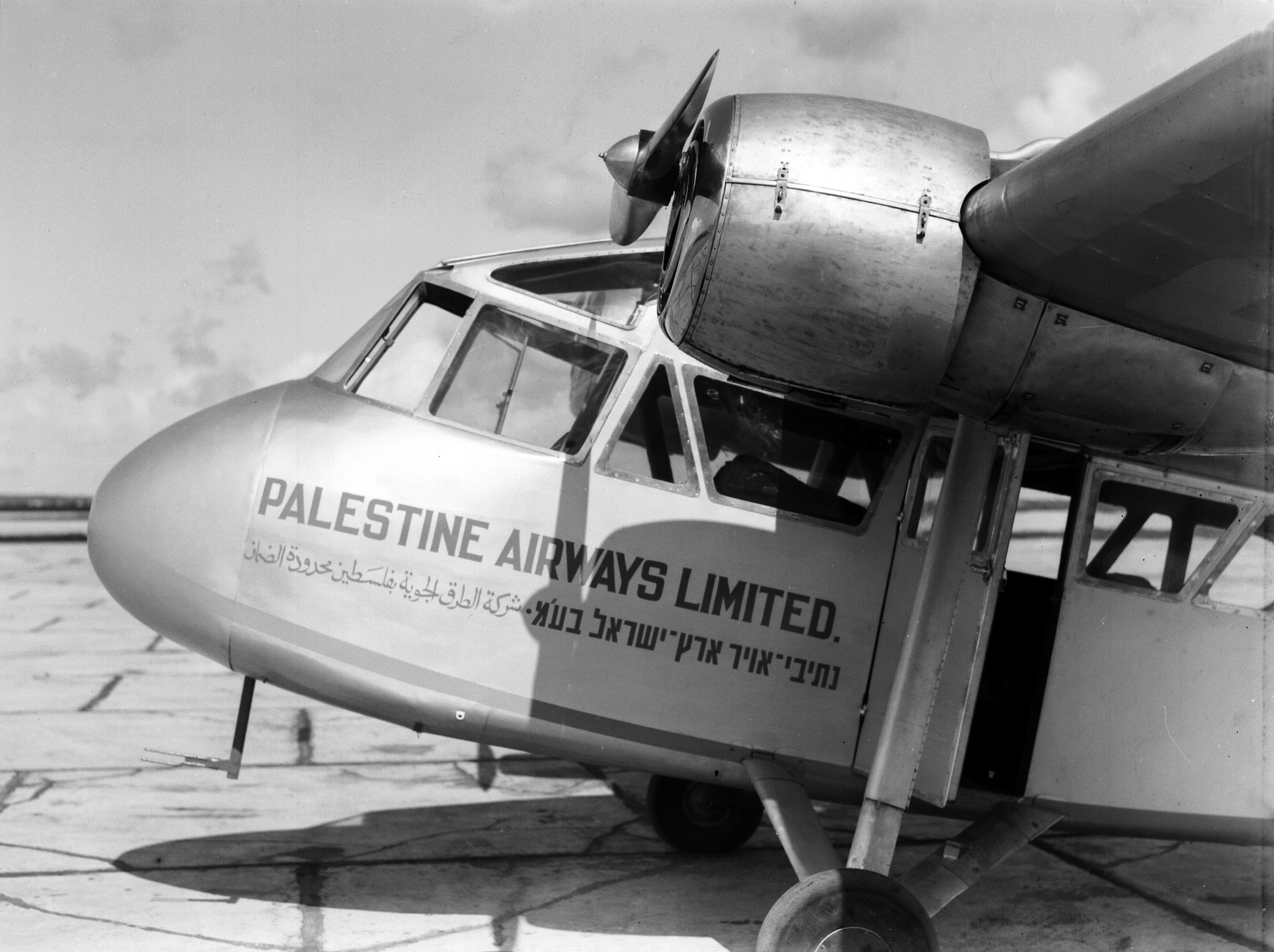
طائرة شركة الطرق الجوية الفلسطينية

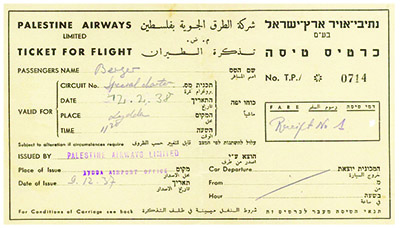
تذكرة شركة الطرق الجوية الفلسطينية 1937

شركة الطرق الجوية بفلسطين (بالعبرية: נתיבי אוויר ארץ ישראל‏) شركة طيران أسسها الصهيوني بنحاس روتنبرغ في فلسطين البريطانية، بالاشتراك مع الهستدروت والوكالة اليهودية. في عام 1937، استحوذت وزارة الطيران التابعة للحكومة البريطانية على شركة الطيران، بهدف نقلها في نهاية المطاف إلى ملكية خاصة.
بين يوليو 1937 وأغسطس 1940، عملت تحت رعاية شركة الخطوط الجوية الإمبراطورية البريطانية. خلال هذه السنوات، نقلت شركة الطرق الجوية الفلسطينية آلاف الركاب، وكان أفضل عام لها هو عام 1938 مع 6400 مسافر.

## تاريخ
تم تسجيل شركة الطيران كشركة طيران خاصة في 18 ديسمبر 1934، بمساعدة من شركة الخطوط الجوية الإمبراطورية التي قام طاقمها بقيادة الطائرة وصيانتها وتولي إجراءات تسجيل وصول الركاب. مقرها في حيفا، بدأت في 11 أغسطس 1937 رحلات تجارية 3 مرات في الأسبوع إلى اللد. عمل هذا الخط لعدة أشهر، لكنه توقف عندما ساءت تزايدت أعمال الثوار العرب، وأصبح الخطر على المسافرين من تل أبيب، المركز السكاني اليهودي الرئيسي، إلى مطار اللد عبر الأراضي ذات الأغلبية العربية البرية، خطيرًا للغاية. في عام 1938، نقلت الطرق الجوية الفلسطينية قاعدتها الرئيسية إلى مطار تل أبيب الذي تم بناؤه حديثًا (أعيدت تسميته في عام 1940 إلى سدي دوف) وبدأت عملياتها على طريق تل أبيب إلى حيفا، حيث كانت تطير مرتين يوميًا في دي هافيلاند رابيد. من سبتمبر 1938، امتد الطريق من حيفا إلى بيروت.
أوقفت الطرق الجوية الفلسطينية عملياتها في أغسطس 1940 عندما استولى سلاح الجو الملكي البريطاني على طائراتها لاستخدامها في المجهود الحربي كطائرة نقل واتصالات.

## الطائرات
في البداية في يوليو 1937، حلّقت شركة الطيران بطائرتين ذات محركين، وخمسة مقاعد، وطائرة أحادية السطح قصيرة ناتئة. في عام 1938، تم الحصول على طائرتين إضافيتين: طائرة من طراز دي هافيلاند دراغون رابيد ذات ثمانية مقاعد ونسخة من طائرة شورت سكيون سينيور ذات عشرة مقاعد من الطائرة العائمة (والتي فقدت لاحقًا في خدمة سلاح الجو الملكي في 22 سبتمبر 1943). تم استخدام الطائرات الأكبر في الخدمة إلى لارنكا ورحلات الطيران العارض إلى مصر.